# Liste des unités de l'Union de Californie de la guerre de Sécession
Cette liste des unités de l'Union de Californie de la guerre de Sécession répertorie le unités d'infanterie  et de cavalerie levées au titre de l'armée de l'Union par l'État de Californie au sein des volontaires des États-Unis.

## Unités Volontaires de l'État de Californie 1861 – 1866
Voici les unités volontaires de l'État de Californie qui ont été actives entre 1861 – 1866 servant dans l'armée de l'Union :
| CALIFORNIA                            | NOTES                               |
| ------------------------------------- | ----------------------------------- |
| 1st California Cavalry Battalion      | mars 1863 – 2 avril 1866.           |
| 1st California Cavalry Regiment       | 16 mai 1863 – 19 octobre 1866.      |
| 2nd California Cavalry Regiment       | 18 octobre 1861 – 12 juillet 1866.  |
| 1st California Mountaineers Battalion | 16 mars 1864 – 14 juin 1865.        |
| 1st California Infantry Regiment      | 12 février 1862 – 21 octobre 1866.  |
| 2nd California Infantry Regiment      | 30 décembre 1862 – 2 juillet 1866.  |
| 3rd California Infantry Regiment      | 31 décembre 1861 – 27 juillet 1866. |
| 4th California Infantry Regiment      | octobre 1861 – 18 avril 1866.       |
| 5th California Infantry Regiment      | novembre 1861 – 14 décembre 1864.   |
| 6th California Infantry Regiment      | 21 octobre 1862 – 20 décembre 1865. |
| 7th California Infantry Regiment      | décembre 1864 – 28 juin 1866.       |
| 8th California Infantry Regiment      | 17 novembre 1864 – 24 octobre 1865. |

## Brigade de Californie
En 1861, quatre régiments d'infanterie sont recrutées en Pennsylvanie par le Sénateur Californien Edward D. Baker. Bien que composée de Pennsylvanians, ils sont attribués à la Californie. Après la bataille de Ball's Bluff en octobre 1861, la brigade est renommée en tant que brigade de Philadelphie et les régiments sont à la Pennsylvanie.
- 1st California Infantry Regiment - 71st Pennsylvania Infantry Regiment
- 2nd California Infantry Regiment - 69th Pennsylvania Infantry Regiment
- 3rd California Infantry Regiment - 72nd Pennsylvania Infantry Regiment
- 5th California Infantry Regiment - 106th Pennsylvania Infantry Regiment

## Milice de l'état
- Unités de la milice de l'État de Californie